# Antonio Rossellino
Antonio Gamberelli (Settignano, 1427 – c. 1478/1481), més conegut pel sobrenom d’Antonio Rossellino pel color roig del seu cabell, fou un escultor italià. El seu germà gran, del qual va rebre l'ensinistrament, era el pintor Bernardo Rossellino. Giorgio Vasari va incloure la biografia de Rossellino al seu llibre Vides dels més excel·lents pintors, escultors i arquitectes.
Nat a Settignano, prop de Florència, era el menut de cinc germans, escultors i pedrapiquers. Es diu que va ser deixeble de Donatello, i és cèlebre per la mestria i finor dels seus baixos relleus. Entre les seues obres més importants cal destacar el monument funerari al Beato Marcolino (1458) per a l'església de l'Orde dels Predicadors de Forlì (avui dia un museu) i el monument del Cardenal Jacopo de Portugal a la Basílica de San Miniato al Monte, Florència (1461–1467).
El bust de Matteo Palmieri, al Bargello, està signat i datat l'any 1468. L'any 1470 va fer el sepulcre de la duquessa d'Amalfi, Maria d'Aragó, a l'església de Monte Oliveto, Nàpols; probablement el relleu de la Nativitat sobre l'altar de la mateixa església és també de la seua mà. Al Bargello es conserva una estàtua de Joan Baptista com a noi; també un delicat relleu de la Mare de Déu i Infant; un Ecce Homo i un bust de Francesco Sassetti. L'anomenada Mare de Déu de la Llet, situada en un pilar de la Basílica de la Santa Creu de Florència és un homenatge a Francesco Neri, qui va morir per una punyalada adreçada a Llorenç el Magnífic. A la Via della Spada de Florència hi ha un altre relleu remarcable d'una Mare de Déu i Infant. També se'n conserven algunes obres al Victoria and Albert Museum de Londres, com ara el bust de Giovanni di San Miniato, un doctor en arts i medicina, signat i datat l'any 1456.
En companyia de Mino da Fiesole, Rossellino va fer els relleus de l'Assumpció de Maria i el Martiri de sant Esteve per al púlpit de la catedral de Prato. A la Pinacoteca de Faenza se'n conserva un bust de Joan el Baptista noi i al Museu del Louvre hi ha un Jesús Infant que diversos experts han atribuït a Rossellino.